# Ionski izmenjevalec
Ionski izmenjevalec je po obliki navadno zrnata snov, ki iz vode izbirno veže določene ione ter vanjo hkrati sprošča enake množine drugih ionov. Po vrsti izmenjevanega iona ionske izmenjevalce delimo na kationske in anionske, po izvoru na anorganske in organske, po aktivni skupini pa na šibko kisle, močno kisle, šibko bazične in močno bazične. 

### Anorganski ionski izmenjevalci
To so snovi, ki z vodo izmenjujejo svoj kationski del (kationski izmenjevalci): naravni ali umetni alumosilikati, permutit Na(AlSiO4)xH2O, natrijev zeolit Na(AlSi2O4)xH2O itd. Ključni so pozitivni natrijevi ioni - le-ti namreč na alumosilikatni polianio niso močno vezani, zato jih lahko nadomestijo drugi (Ca2+, Mg2+), natrijevi ioni pa preidejo v vodo, kjer so dobro topni in ne tvorijo neželenega vodnega kamna. Ko je tak ionski izmenjevalec izrabljen, ga obnovimo z raztopino kuhinjske soli (NaCl). 

### Organski ionski izmenjevalci
To so makromolekule z različnimi aktivnimi skupinami: umetne smole na stirenski osnovi. Sposobne so oddaje tako kationov (H+, Na+) kot anionov (OH-), zato lahko iz vode odstranijo najrazličnejše ione, s tem pa jo zmehčamo, delno ali popolnoma demineraliziramo. Organske ionske izmenjevalce nadalje delimo po aktivnih skupinah:  
- šibko kisli kationski izmenjevalci (karboksilna skupina),
- močno kisli kationski izmenjevalci (sulfonska skupina),
- šibko bazični anionski izmenjevalci (primarne, sekundarne ali terciarne aminska skupina),
- močno bazični anionski izmenjevalci (kvartarna aminska skupina).

### Mešani ionski izmenjevalci
To je mešanica močno kislega kationskega in močno bazičnega anionskega izmenjevalca. Nadvse učinkovito odstrani rudnine iz vode, vendar je poraba kemikalij velika (300-500 %)), zato se postopek izvaja le v končnih čiščenjih deloma že demineralizirane vode. Oba izmenjevalca sta dobro pomešana, pred obnovitvijo pa ju ločimo z dovajanjem slane vode od spodaj. Anionski izmenjevalci imajo manjšo gostoto in splavajo nad slano vodo, kationski izmenjevalci pa imajo večjo gostoto in se usedejo pod njo. Zgornji anionski del obnovimo z NaOH, spodnji kationski s HCl. Za spiranje uporabljamo le demineralizirano vodo. 